# Carl Elliott
Pour les articles homonymes, voir Elliott.
Carl Elliott est un homme politique américain né le 20 décembre 1913 et mort le 9 janvier 1999. Membre du Parti démocrate, il représente son État natal de l'Alabama à la Chambre des représentants des États-Unis de 1949 à 1965.

## Biographie

### Jeunesse et débuts professionnels
Carl Elliott grandit dans une famille pauvre de neuf enfants, dont il est l'aîné, près de Jasper en Alabama.
Il exerce plusieurs petits métiers (serveur, cireur de chaussures, etc.) pour étudier à l'université de l'Alabama, dont il sort diplômé en 1936. Il devient avocat à Russellville puis à Jasper et sert dans l'armée de terre américaine durant la Seconde Guerre mondiale. Il est également juge de proximité et l'avocat de plusieurs petites villes de l'Alabama.

### Représentant des États-Unis
En 1948, Elliott est élu à la Chambre des représentants des États-Unis. Il est réélu à sept reprises. Durant son mandat, il est l'un des principaux auteurs du National Defense Education Act, finançant les études supérieures d'enfants pauvres, et du Library Assistance Act, finançant quant à lui les bibliothèques des régions les plus pauvres des États-Unis,.
Soutien de John Fitzgerald Kennedy en 1960, Elliott s'oppose au gouverneur George Wallace sur les questions raciales, critiquant ouvertement le Ku Klux Klan et la John Birch Society. S'il vote contre plusieurs textes en faveur des droits civiques, il est considéré comme un modéré dans l'Alabama ségrégationniste.
En 1964, il remporte la primaire démocrate dans le 7e district de l'Alabama face à Tom Bevill (en), soutenu par Wallace. La législature de l'Alabama échoue cependant à adopter la carte des circonscriptions et Elliott doit se présenter à l'échelle de l'État. Il perd alors son siège de représentant, terminant en neuvième position de la primaire démocrate (pour huit sièges). Sa défaite est vue comme une victoire pour Wallace. Il se présente deux ans plus tard au poste de gouverneur de l'Alabama, mais il est battu par Lurleen Wallace durant la primaire,.

### Après le Congrès
Après plusieurs emplois dans l'administration durant les années 1960, il retrouve son métier d'avocat jusqu'en 1986, année où il prend sa retraite. Endetté à l'issue de sa dernière campagne électorale, Elliott doit y abandonner sa retraite de représentant et tombe dans une certaine pauvreté. Malade, il perd progressivement l'usage des jambes à cause du diabète et sa vue décline.
En 1990, il est le premier récipiendaire du Profile in Courage Award de la fondation de la bibliothèque présidentielle John F. Kennedy. Elliott publie plusieurs ouvrages sur l'histoire de l'Alabama puis une autobiographie intitulée The Cost of Courage: The Journey of an American Congressman en 1992.
Il meurt le 9 janvier 1999 dans sa maison de Jasper, achetée avec sa femme en 1945. La maison devient un musée deux ans plus tard, le Carl Elliott House Museum.